# Rhamnus fulvotincta
Rhamnus fulvotincta là một loài thực vật có hoa trong họ Táo. Loài này được F.P. Metcalf miêu tả khoa học đầu tiên năm 1938.